# Burgruine Staatz

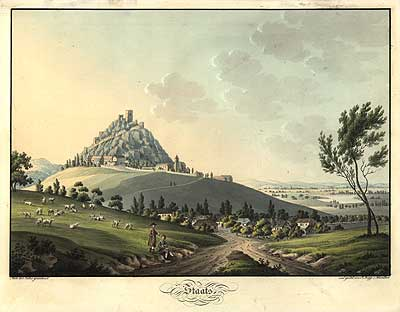
Staatz 1814 von Anton Köpp von Felsenthal

Die Burgruine Staatz liegt im nördlichen Weinviertel in der Marktgemeinde Staatz.

## Lage
Die Ruine der Höhenburg liegt bei 332 m ü. A. auf der als einzelner Berg in der hügeligen Landschaft des Weinviertels liegenden Staatzer Klippe, wie der Berg bezeichnet wird.

## Geschichte
Diese hervorragende strategische Lage ließ bereits früh eine Burg auf der Staatzer Klippe entstehen. Ab circa 1130 taucht, vor allem in Urkunden des Stifts Klosterneuburg, ein Edler Reginger von Staatz auf, der mit dem Edlen Reginger von Ried im Innkreis identisch sein dürfte. Er ist wahrscheinlich der erste, der sich nach (der Burg?) Staatz nennt - der 1072 genannte Pucho de Stoz ist nicht sicher hierher zu beziehen. Regingers Sohn Ulrich von Staatz, der sich vergeblich bemüht hat, nach dem Tod seines Vaters (um 1160) die Vogtei über das Stift Reichersberg an sich zu bringen, zieht sich aus dem Innviertel zurück und gehört wie seine Nachkommen bis um die Mitte des 13. Jahrhunderts zur Ministerialität der Babenberger Herzöge von Österreich.
1246 standen sich in der Ebene unterhalb der Burg die Heere Friedrichs II. des Streitbaren und Ulrichs von Kärnten gegenüber, der im Auftrag seiner böhmischen Verwandtschaft in Österreich eingefallen war. Der in der Schlacht gegen den letzten Babenberger schließlich unterlegene Kärntner wurde in weiterer Folge auf Staatz gefangen gehalten. 
König Ottokar II. Přemysl belehnte Otto von Maissau mit der Burg. Unter den Maissauern erlebte die Burg ihre Blütezeit und der unterhalb der Burg gelegene Ort wird in Urkunden als Stadt bezeichnet. Nach einem gescheiterten Aufstand gegen Herzog Albrecht V. wurde Staatz 1430 den Maissauern entzogen und 1431 als landesfürstliches Lehen an Niklas Truchseß von Drasenhofen verpfändet. In der ersten Hälfte des 16. Jahrhunderts kam Staatz an die Freiherrn von Rogendorf. 1551 verpfändete der römisch-deutsche König und spätere Kaiser Ferdinand I. Staatz vom Landesfürsten an die Freiherrn von Breuner, die die Burg weiter ausbauten. 1600 kaufte Seyfried Christoph von Breuner Staatz von Kaiser Rudolf II. Seit damals ist die Burg in Privatbesitz.

## Die Zerstörung von Staatz
Staatz galt als uneinnehmbar. Umso überraschender war die rasche Einnahme und Zerstörung der Burg im Zuge des Dreißigjährigen Krieges durch die Schweden unter General Lennart Torstensson am 24. April 1645. Der Anführer der schwedischen Truppen, welche für die Zerstörung der Burg verantwortlich waren, war Obrist Jordan. Dieser zwang durch Kriegslist die Staatzer Besatzung zur Übergabe des Ortes. Vom Enzersdorfer Auberg aus begannen die Schweden, die Burg zu beschießen. Spuren davon sind heute an den Quadern des Wartturmes noch sichtbar. In weiterer Folge wurde die Burg in Brand geschossen und das gegen Ernsdorf gerichtete Haupttor zerstört. Dadurch war es den Schweden möglich, ohne größere Verluste in die Burg einzudringen. Nach Besetzung der Burg diente diese als Verbindungsburg nach Mähren.
Nach 1645 wurde die Burg aufgegeben und am Fuß des Burgfelsens ein neues Schloss erbaut. 1671 verkauften die Breuner die Herrschaft Staatz an die Freiherrn von Kuenritz, 1675 kam Staatz an die Colloredo. 
1945 brannte das Schloss aus und wurde abgerissen. Heute sind noch der Schüttkasten, umgebaut zum Musikvereinssaal, der Felsenkeller und zwei Wohngebäude von der Schlossanlage erhalten.

## Die Burg heute

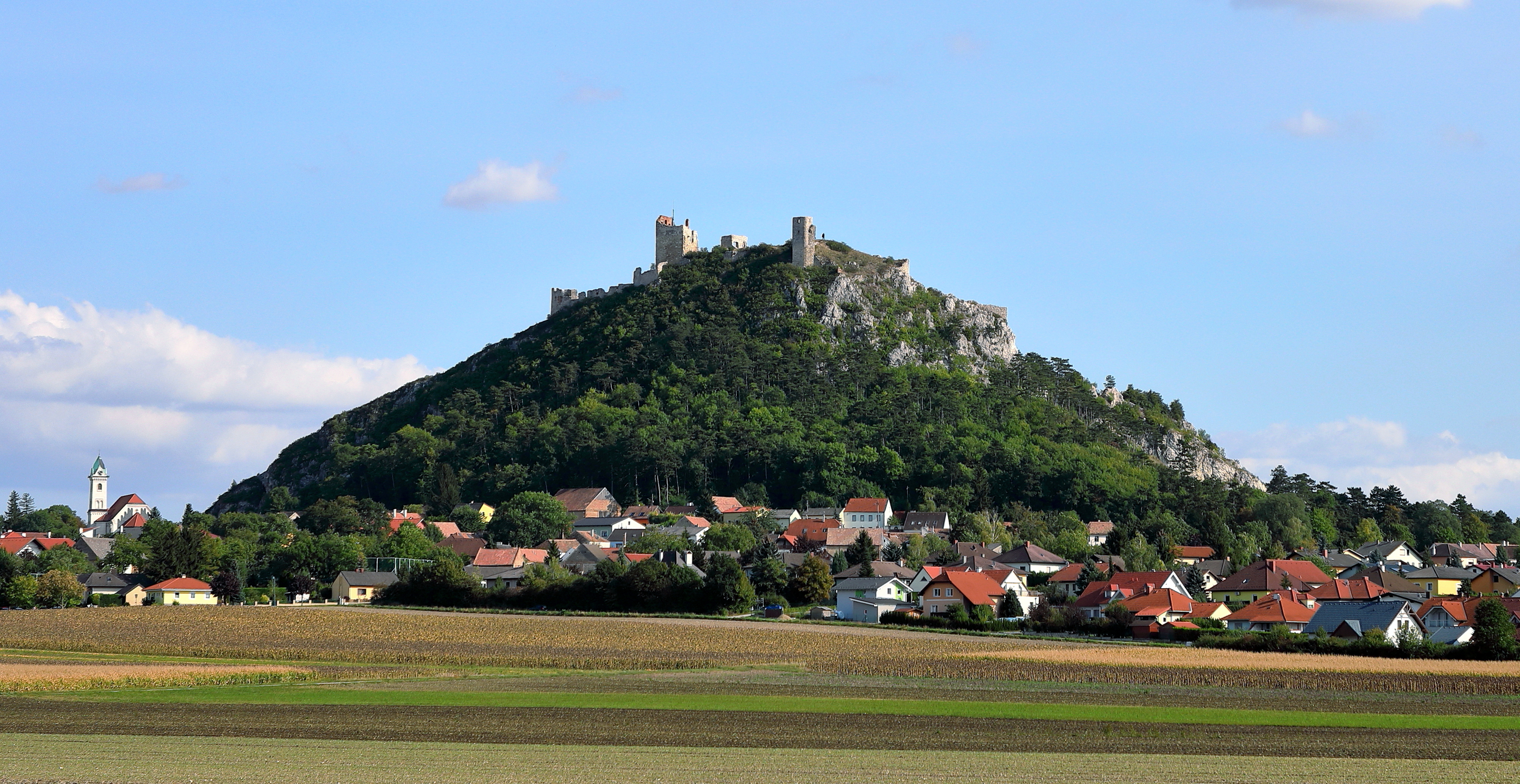
Nordwestansicht der Ruine

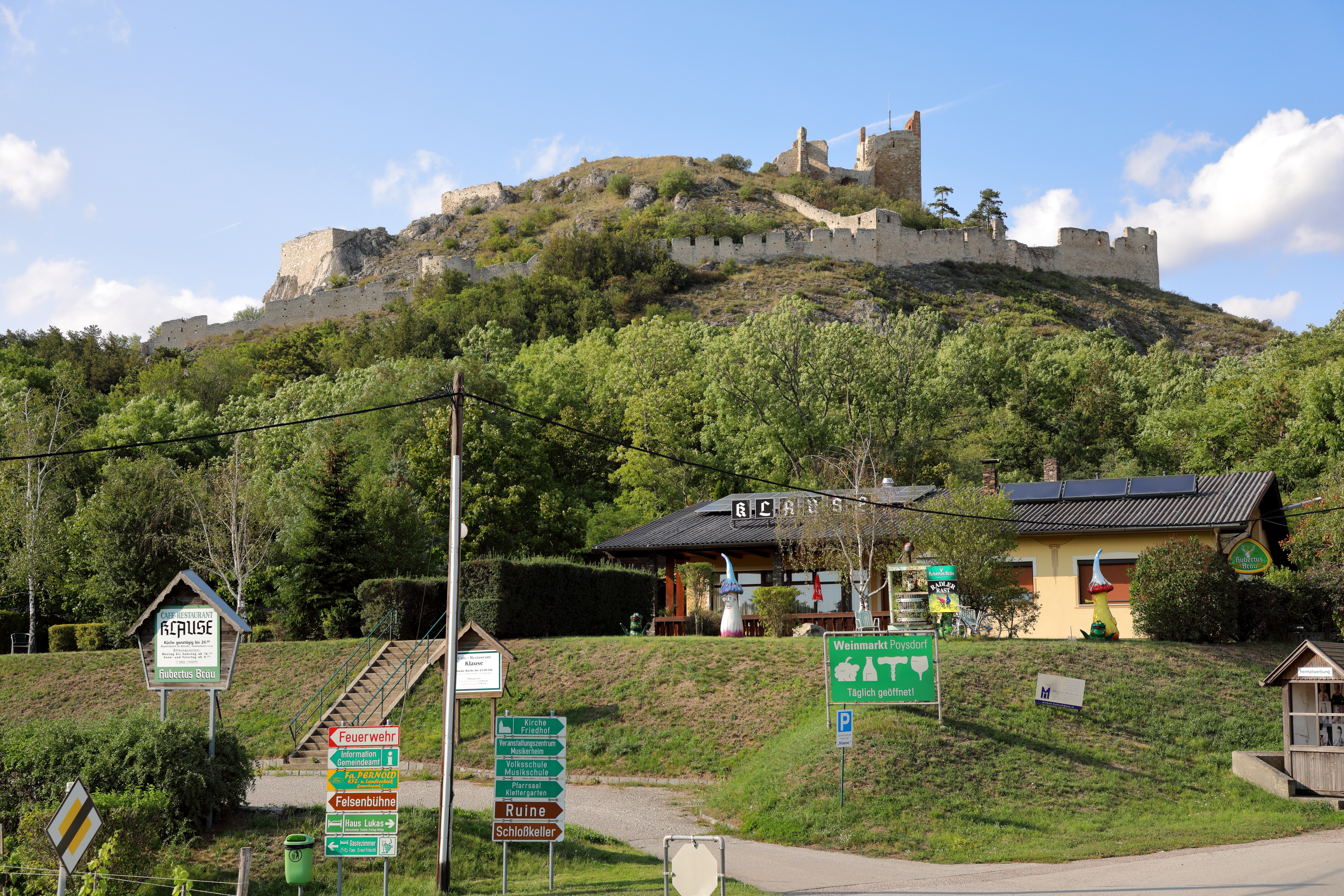
Südsüdostansicht der Ruine

Nach dem Fall von Staatz zerfiel Staatz rasch zur Ruine, heute sind noch Reste des ersten Tors erhalten und Teile des Palas mit Resten eines gekuppelten romanischen Fensters erhalten. Auf der Spitze der Klippe stehen noch Reste des Bergfrieds. Die Burgruine kann frei besichtigt werden, der Aufstieg lohnt sich auch wegen des beeindruckenden Ausblicks. 
Auf der Burg werden Erlebnisführungen für Kinder angeboten.
Am Fuße der Staatzer Burg liegt die Felsenbühne mit Musical-Aufführungen im Sommer.